# ODF3B
ODF3B (англ. Outer dense fiber of sperm tails 3B) – білок, який кодується однойменним геном, розташованим у людей на довгому плечі 22-ї хромосоми. Довжина поліпептидного ланцюга білка становить 253 амінокислот, а молекулярна маса — 27 280.
| 10         |  | 20         |  | 30         |  | 40         |  | 50         |
| ---------- |  | ---------- |  | ---------- |  | ---------- |  | ---------- |
| MGSDAWVGLW |  | RPHRPRGPIA |  | AHYGGPGPKY |  | KLPPNTGYAL |  | HDPSRPRAPA |
| FTFGARFPTQ |  | QTTCGPGPGH |  | LVPARMTVRG |  | TDGAPAYSIY |  | GRPRRSAPFL |
| TPGPGRYFPE |  | RAGNATYPSA |  | PRHTIAPRNW |  | GVQAEQQSPG |  | PAAYTVPSLL |
| GPRVIGKVSA |  | PTCSIYGRRA |  | AGSFFEDLSK |  | TPGPCAYQVV |  | SPGVYKSRAP |
| QFTILARTSL |  | PQDNTRKPGP |  | AAYNVDQHRK |  | PRGWSFGIRH |  | SDYLAPLVTD |
| ADN        |  |            |  |            |  |            |  |            |

A: Аланін

C: Цистеїн

D: Аспарагінова кислота

E: Глутамінова кислота

F: Фенілаланін

G: Гліцин

H: Гістидин

I: Ізолейцин

K: Лізин

L: Лейцин

M: Метіонін

N: Аспарагін

P: Пролін

Q: Глутамін

R: Аргінін

S: Серин

T: Треонін

V: Валін

W: Триптофан

Задіяний у такому біологічному процесі, як альтернативний сплайсинг. 